# KTM 450 EXC Racing
La 450 EXC Racing est un modèle de motocyclette de la gamme EXC du constructeur KTM. 

## Informations complémentaires
- Compression : 12,8:1
- Graissage sous pression, 2 pompes Eaton
- Graissage du moteur : 1,2 l Motorex Top Speed 10W50
- Transmission primaire : 33:76
- Transmission finale : 14:50
- Allumage : Kokusan digital 2K-3
- Démarrage : kick et démarreur électrique
- Boucle arrière de cadre : Aluminium 7020
- Guidon : Magura Aluminium Ø 28/22 mm
- Chaîne : à joints X 5/8 x 1/4" |
- Silencieux : Aluminium
- Garde au sol : 380